# Pseudotectaria jouyana
Pseudotectaria jouyana är en ormbunkeart som beskrevs av Rakotondr. Pseudotectaria jouyana ingår i släktet Pseudotectaria och familjen Tectariaceae. Inga underarter finns listade.